# Štirovnik
Štirovnik – szczyt w paśmie Lovćen, w Górach Dynarskich. Leży w Czarnogórze. Jest najwyższym szczytem pasma Lovćen. Na szczycie znajduje się przekaźnik telewizyjny.
Pierwszego wejścia dokonał Oscar Baumann w 1883 r.